# Fridhemsplan
Fridhemsplan – stacja sztokholmskiego metra, położona w Sztokholmie, w dzielnicy Kungsholmen, w Stadshagen. Krzyżuje się tutaj linia niebieska i zielona. Ze stacji dziennie korzysta około 54 100 osób, tym samym jest to 3. najruchliwsza stacja metra (po T-Centralen i Slussen).

## Czas przejazdu
| Linia | Stacja          | Czas przejazdu | Stacja          | Czas przejazdu | Stacja      | Czas przejazdu |
| T10   | Hjulsta         | 18             | Kungsträdgården | 5              | T-Centralen | 3              |
| T11   | Akalla          | 18             | Kungsträdgården | 5              | T-Centralen | 3              |
| T17   | Åkeshov         | 14             | Skarpnäck       | 29             | T-Centralen | 9              |
| T18   | Alvik           | 7              | Farsta strand   | 34             | T-Centralen | 9              |
| T19   | Hässelby strand | 26             | Hagsätra        | 33             | T-Centralen | 9              |

## Stacja na linii zielonej
Pociągi zatrzymują się tutaj od 26 października 1952, stacja położona jest na głębokości 18 metrów przy skrzyżowaniu Drottningholmsvägen i S:t Eriksgatan. Pierwotnie była to linia Hötorget - Vällingby.

## Stacja na linii niebieskiej
Stacja ta położona jest na północny zachód od zielonej linii, na głębokości 28-31 metrów, między skrzyżowaniem Fridhemsgatan i S:t Göransgatan a Mariebergsgatan niedaleko Fleminggatan. Otworzono ją 31 sierpnia 1975. 

## Sztuka
- Stacja na linii zielonej[4]
  - Czarno-białe obrazy wzdłuż torów
- Stacja na linii niebieskiej
  - Przedmioty w gablotach związane z morzem i środowiskiem, m.in. kotwica, kompas, łódź blekingeeka i ptak morski o trzymetrowej rozpiętości skrzydeł, Ingegerd Möller, Torsten Renqvist, 1975[5]
- Wyjście przy Fleminggatan i S:t Eriksgatan
  - Terakotowa rzeźba będąca prezentem dla SL od metra lizbońskiego, Dimas Macedo, 1997

## Galeria

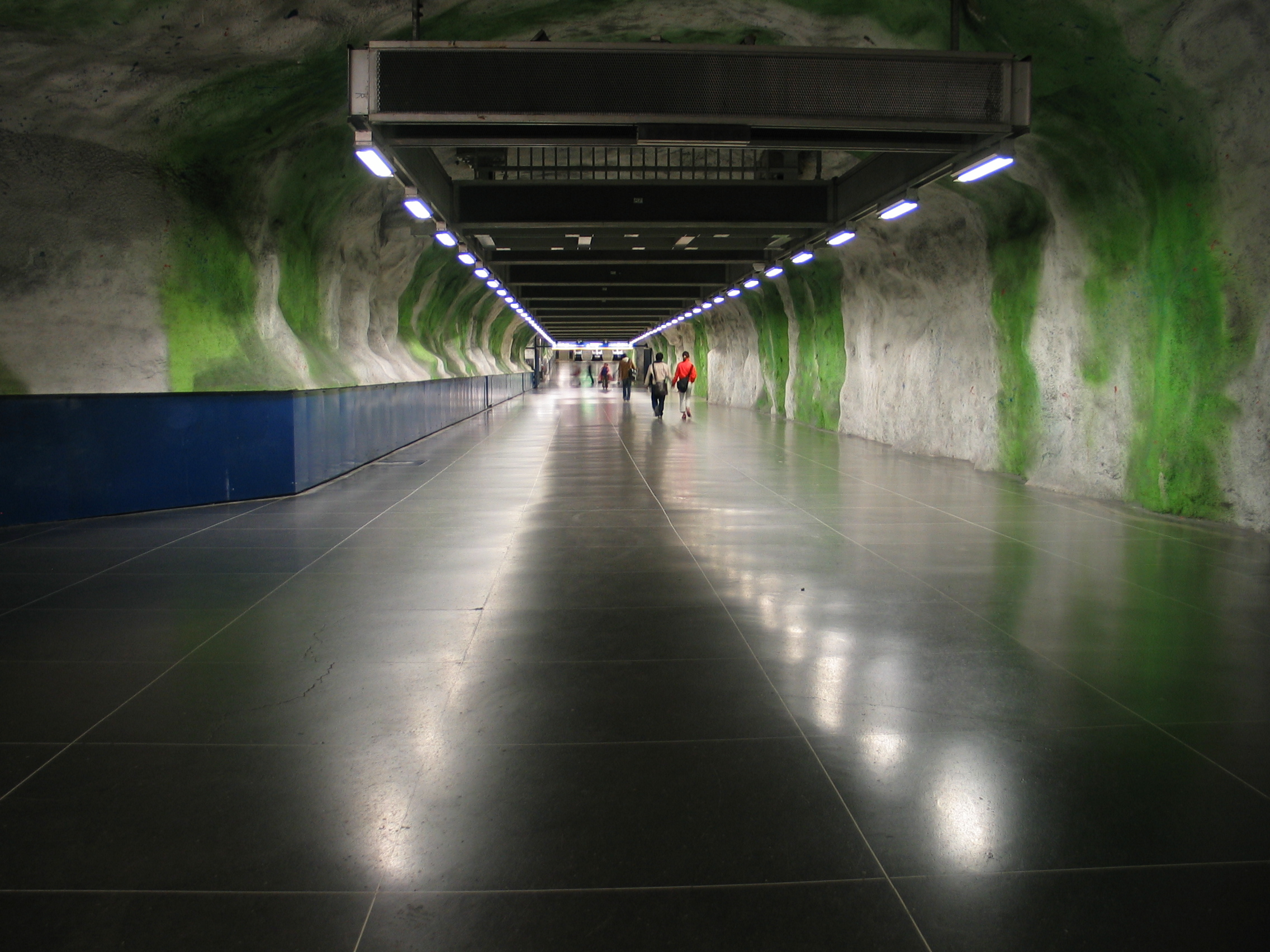
Jedno z wyjść na niebieskiej linii
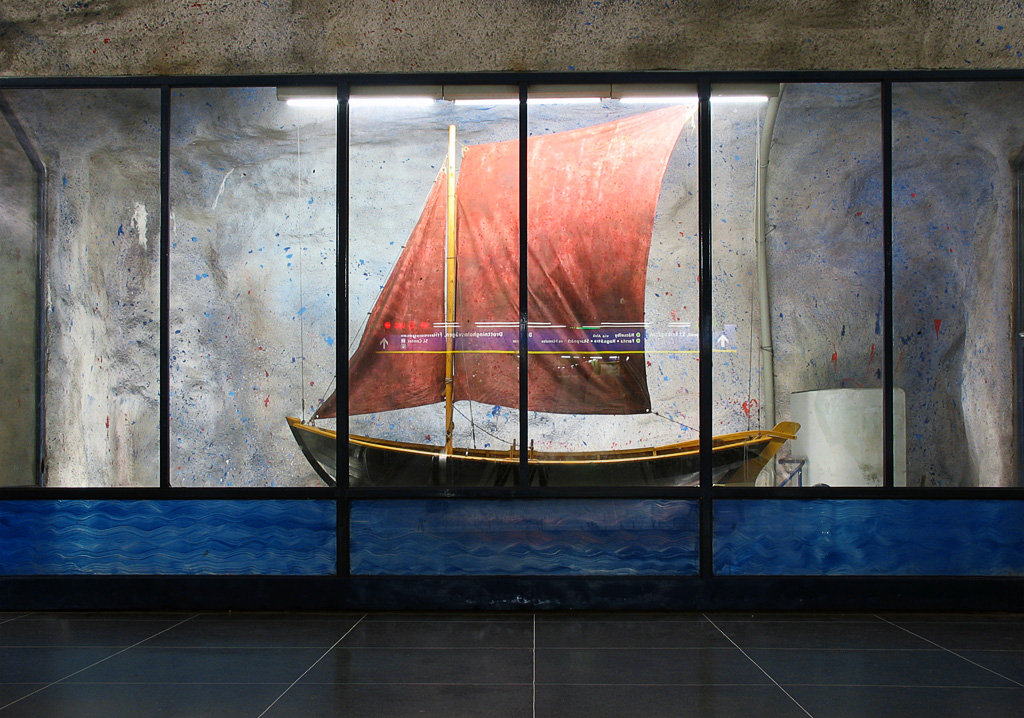
Łódź Blekingeeka